# IC 4520
IC 4520 ist eine Spiralgalaxie vom Hubble-Typ Sc im Sternbild Bärenhüter am Nordsternhimmel. Sie ist rund 414 Millionen Lichtjahre von der Milchstraße entfernt.
Entdeckt wurde das Objekt am 23. Juni 1903 von Stéphane Javelle.